# Ameca
Amecaは、イギリスのロボット開発企業のEngineered Arts（エンジニアード・アーツ）社が開発を進めるロボット。

## 概説
2021年2月からプロジェクトを開始し、ラスベガスのCES 2022で初公開された、人間の上半身に似せたヒューマノイドロボットだが、解剖学を完全に無視しているため人によっては強烈な不気味の谷現象が起きる。イーロン・マスクも本機の映像を見て、「不気味だ」とコメントしている。
表情と頭部、首、肩、腕といった上半身は違和感なく連係して動いているように見えるが、下半身の運動機能はなく、こちらは将来の開発対象である。
Engineered Arts社は本機を「AI開発のためのプラットフォーム」と位置づけており、必要な機械学習アルゴリズムの開発などは社外の開発者に開放すると述べている。また同社は本機の他にも頭部だけながら非常にリアルな動きをみせるMesmerと称するロボットも公開しており、こちらは人間の骨格、筋肉の付き方、肌の質感などを緻密に再現したもので、再現度の高い表情をしている。表情は「高トルクかつ高い静粛性」を持つモーターで駆動しており、各部が違和感なく連動するようになっている。
MesmerはVFXやゲームの3Dアニメーション製作に用いられるものに似たソフトウェアで動作を制御でき、カメラや深度センサー、LiDAR、マイクといった各種入出力装置を備えている。